# Brendan Evans
Brendan Evans (* 8. April 1986 in Pontiac, Michigan) ist ein ehemaliger US-amerikanischer Tennisspieler.

## Karriere
Brendan Evans war bereits auf der ITF Junior Tour ein erfolgreich. Er spielte sowohl im Einzel als auch im Doppel bei allen vier Grand-Slam-Turnieren. Im Einzel war sein bestes Ergebnis 2004 der Einzug ins Halbfinale der French Open. Im Doppel war Evans in diesem Jahr noch erfolgreicher, er gewann mit seinem Partner Scott Oudsema die Australian Open, die Wimbledon Championships und die US Open. Seine beste Einzelplatzierung war ein 16. Rang, im kombinierten Ranking war er sogar 2. der Juniorenweltrangliste.
Nach seiner erfolgreichen Juniorenzeit wurde er als großes Talent in den USA gehandelt und unterschrieb bereits mit 15 Jahren einen Sponsorenvertrag mit Nike über eine sechsstellige Summe. 2001 spielte Evans sein erstes Turnier auf der Profi-Tour. Bereits ein Jahr später bekam er eine Wildcard für das Miami Masters, wo er mit seinem Partner Brian Baker sein Auftaktmatch verlor. 2002 und 2003 spielte er bis auf ein Challenger-Turnier ausschließlich auf der drittklassigen ITF Future Tour, wo er im Laufe seiner Karriere insgesamt zwei Einzel und drei Doppeltitel gewinnen konnte.
2004 erhielt Evans mit seinem Juniorenpartner Oudsema eine Wildcard für die US Open und kam so zu seinem Grand-Slam-Debüt. In der ersten Runde trafen sie auf das spanische Duo Feliciano López und Fernando Verdasco, gegen das sie in zwei Sätzen verloren. Nach diesem Auftritt konnte er in den Folgemonaten seine ersten zwei Future-Titel im Doppel und einen Einzeltitel gewinnen. Nachdem er 2006 jeweils einen Futuresieg feiern konnte, gelang Evans 2007 sein erster Erfolg auf Challenger-Ebene, als er sich in Waikoloa mit Oudsema 4:6, 6:3, [12:10] in der Doppelkonkurrenz durchsetzte. Beim Masters-Turnier in Miami erhielt er erneut eine Wildcard für das Doppelfeld. Mit Ryan Sweeting gelang ihm ein Überraschungserfolg in der ersten Runde, als sie das gesetzte Paar Lukáš Dlouhý und Pavel Vízner in zwei Sätzen schlugen, bevor sie in der zweiten Runde ausschieden. Er gewann im Juli mit Sweeting das Challenger-Turnier in Lexington und feierte im Oktober in Rimouski seinen ersten Challenger-Titel im Einzel. Im November belegte er mit einem 119. Rang seinen besten Platz in der Doppelweltrangliste.
Bei den Wimbledon Championships gelang ihm 2008 die Qualifikation für das Doppelfeld. Mit Amer Delić kam er jedoch nicht über die erste Runde hinaus. Nachdem ihm im Einzel bereits die Qualifikation in Newport gelang, wo er in die zweite Runde einzog, schaffte er dank einer Wildcard auch den Sprung ins Hauptfeld der US Open. Dort unterlag er in der ersten Runde dem Qualifikanten Andrei Golubew glatt in drei Sätzen. Im Herbst der Saison gewann Evans seinen dritten Challenger-Titel im Doppel; in Kolding triumphierte er an der Seite von Chris Haggard. 2009 begann für ihn recht erfolgreich, er gewann gleich das erste Challenger-Turnier in Nouméa. Im Juli gelang ihm mit dem Einzeltitel in Nottingham sein dritter Einzelerfolg auf der Challenger Tour. Des Weiteren stand er im Einzel in den Hauptfeldern der Masters-Turniere in Indian Wells und Miami, wo er jeweils in der ersten Runde ausschied. Sein bestes Ergebnis bei einem Turnier der ATP World Tour schaffte Evans in Newport. Nachdem er im Vorjahr bereits die erste Runde überstanden hatte, gelang ihm nach Siegen über Benjamin Becker und Robby Ginepri der Einzug ins Viertelfinale, in dem er an Olivier Rochus scheiterte. Nach seinem Einzug in die zweite Runde in Kuala Lumpur konnte Evans mit einem 117. Rang sein bestes Einzelergebnis in der Weltrangliste erreichen.
2010 feierte Evans seinen vierten Doppeltitel auf der Challenger Tour. Er setzte sich mit Toshihide Matsui in Fargʻona gegen das chinesische Duo Gong Maoxin und Li Zhe durch. Er qualifizierte sich bei den Wimbledon Championships für das Einzelfeld und besiegte in der ersten Runde Jesse Huta Galung, musste sich aber in der zweiten Runde dem gesetzten Albert Montañés knapp in fünf Sätzen geschlagen geben. Im Anschluss gelang ihm nur noch auf der Future Tour ein Sieg im Einzel, sodass er in der Weltrangliste aus den Top-300 fiel. Am Ende des Jahres beendete Evans seine aktive Karriere als Tennisspieler.
Evans entschied sich im Anschluss zu einem Studium an der University of Virginia, wo er Finance studierte. Nach seinem erfolgreichen Abschluss fing er bei der US-amerikanischen Investmentbank Goldman Sachs als Analyst an.

## Erfolge
| Legende (Anzahl der Siege)  |
| Grand Slam                  |
| ATP World Tour Finals       |
| ATP World Tour Masters 1000 |
| ATP World Tour 500          |
| ATP World Tour 250          |
| ATP Challenger Tour (7)     |

### Einzel

#### Turniersiege
| Nr. | Datum            | Turnier    | Belag       | Finalgegner    | Ergebnis        |
| --- | ---------------- | ---------- | ----------- | -------------- | --------------- |
| 1.  | 28. Oktober 2007 | Rimouski   | Teppich (i) | Ilija Bozoljac | 6:73, 6:4, 6:4  |
| 2.  | 10. Januar 2009  | Nouméa     | Hartplatz   | Florian Mayer  | 4:6, 6:3, 6:4   |
| 3.  | 7. Juni 2009     | Nottingham | Rasen       | Ilija Bozoljac | 6:74, 6:4, 7:64 |

### Doppel

#### Turniersiege
| Nr. | Datum            | Turnier   | Belag         | Partner          | Finalgegner                    | Ergebnis          |
| --- | ---------------- | --------- | ------------- | ---------------- | ------------------------------ | ----------------- |
| 1.  | 28. Januar 2007  | Waikoloa  | Hartplatz     | Scott Oudsema    | Scott Lipsky David Martin      | 4:6, 6:3, [12:10] |
| 2.  | 29. Juli 2007    | Lexington | Hartplatz     | Ryan Sweeting    | Ross Hutchins Phillip Simmonds | 6:4, 6:4          |
| 3.  | 19. Oktober 2008 | Kolding   | Hartplatz (i) | Chris Haggard    | James Auckland Todd Perry      | 6:3, 7:5          |
| 4.  | 21. Mai 2010     | Fargʻona  | Hartplatz     | Toshihide Matsui | Gong Maoxin Li Zhe             | 3:6, 6:3, [10:8]  |